# 沃尔夫·V·维什尼亚克
沃尔夫·V·维什尼亚克（1922年4月22日—1973年12月10日）是一位出生在德国的俄国犹太裔美国微生物学家，羅徹斯特大學教授，毕业于布鲁克林学院和史丹佛大學，在南极洲探险中去世，火星上的维什尼亚茨陨击坑以其姓氏命名。